# 重任在肩
《反腐先鋒》（英語：Line of Duty）是一部英国警案劇，由傑德·墨丘利奧創作，World Productions製作。2012年6月26日，BBC Two開始播出第一季；成為十年來收視表現最好的劇情類影集，觀眾總數達到410萬。第二季於2014年2月12日開始播出；受到外界普遍肯定後，BBC委託製作組再製作兩季。第三季於2016年3月24日開播；之後三季則在BBC One播放。
2017年5月，BBC委託製作了影集的第六季。拍攝於2020年2月開始，但因新冠肺炎影像而在次月停止；9月恢復拍攝。拍攝一直持續到2020年11月。第六季2021年3月21日在BBC One開播。
《反腐先鋒》自第四季換頻道之前，已成為BBC Two的人氣影集，並贏得皇家电视学会獎和廣播新聞協會獎最佳影集。《每日電訊報》將其列入BBC史上五十部頂級影集名單之一，以及BBC史上八十部影集佳作名單之一。2016年，《反腐先鋒》在《獨立報》評選的史上最偉大二十部警匪劇中排名第八；在《广播时报》的2018年最佳英國犯罪劇票選中名列第三。該劇2021年獲得國家電視特別獎。